# چین شی هوانگ

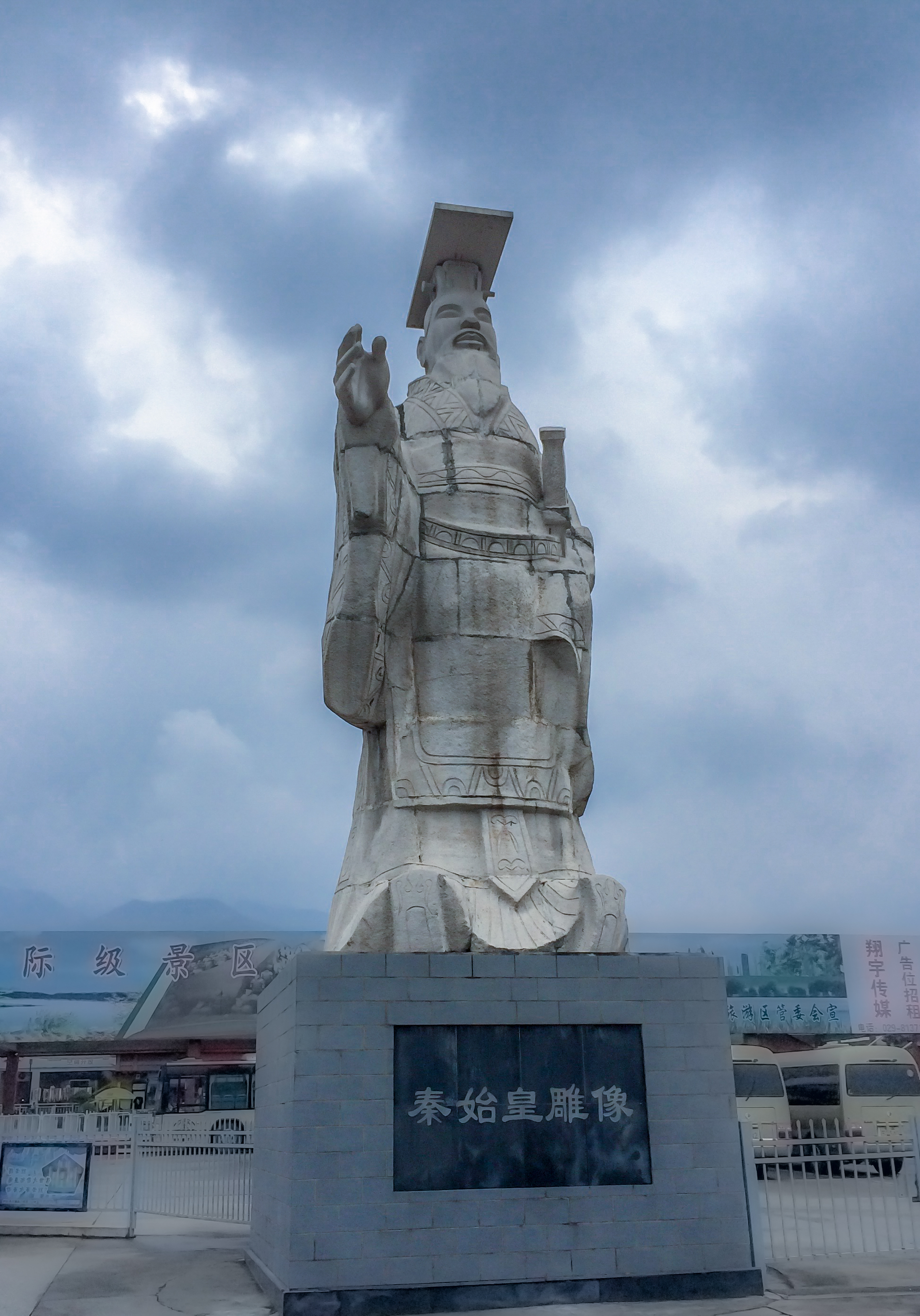
تندیسی امروزی از چین شی هوانگ

چین شی هوانگ (به چینی: 秦始皇، پین یین:Qín Shǐ Huáng، وید-جایلز:Ch'in Shih-huang) (زاده نوامبر یا دسامبر ۲۶۰-۱۰ سپتامبر۲۱۰ (پیش از میلاد)) نخستین پادشاه دودمان چین در میان سال‌های ۲۴۷ تا ۲۲۱ (پیش از میلاد) و سپس نخستین امپراتوری بود که چین را یکپارچه نمود و از ۲۲۱ پیش از میلاد تا سال مرگش بر آن سامان فرمان راند. نام اصلی او یینگ ژنگ بود. میان سال‌های فرمان‌رواییش بر همه چین بدو نام نخستین امپراتور (به چینی:始皇帝، پین یین:Shǐ Huáng Dì، وید-جایلز:Shih Huang-Tih) دادند. او به جز یکپارچه‌کردن چین به قانون‌گرایی نامور بود.
او به همراهی مهتر رایزنانش لی سی یک رشته اصلاحات و طرح‌ها را در چین پیاده کرد که نامدارترینش تکمیل دیوار بزرگ چین بود که قبلاً توسط حکومت‌های محلّی برای جلوگیری از ورود قوم‌های بیابانگرد از شمال چین پایه‌گذاری شده بود. همچنین ساخت آرامگاهی بزرگ با ارتش سفالی و نیز سامانه انبوه راه‌های ملی که البته همه این‌ها به بهای جان‌هایی به پایان‌رسید. وی همچنین پس از استواری فرمانروایی‌اش کنفوسیوس‌گرایی را منع‌کرد و بر اساس ادعایی بسیاری از پیروان او را زنده به گور کرد و کتاب‌هایشان را نهی نموده و به خاک سپرد. درک این موضوع با توجه به سیاست‌های وی که پیرو «مکتب قانون» ارباب شانگ، فیلسوف چینی است عجیب نیست. مکتب قانون راه حل آشوب دوران ایالت‌های متخاصم را برپایی حکومتی قدرتمند دارای ارتشی قوی می‌دانست.
او با همه خودکامگی‌اش نقشی محوری در تاریخ چین دارد، چرا که این کشور را یکپارچه ساخت و این یکپارچگی - اگرچه گسسته - ولی دو هزاره پایدار ماند. این پادشاه خود در اثر نوشیدن آمیخته‌ای از جیوه و گَرد یشم سبز که کیمیاگران دربار دودمان چین آن را درست کرده بودند، کشته شد. او گمان می‌کرد با نوشیدن این معجون، جاودان خواهد شد. او با نوشیدن این معجون دچار نارسایی کبدی، مسمومیت جیوه و در پایان مرگ مغزی شده بود.
این امپراتور در دوران پیری در جستجوی اکسیر حیات بود و بارها به دلیل استفاده از معجون‌های ادعایی برخی کیمیاگران دچار حال نامساعد شد و در نتیجه، کیمیاگرانی را که بعدها مدعی کشف چنین چیزی بودند برای راستی‌آزمایی ادعایشان زنده‌به‌گوری می‌کرد. اما نهایتاً جستجو برای جاودانگی به استفاده از فلز جیوه انجامید و چین شی هوانگ بر اثر مسمویت جیوه از دنیا رفت.

## چین یکپارچه
در سال ۲۲۱ پیش از میلاد چین شی هوانگ تمام سلسله‌های مستقل در چین را برانداخت و همچنین نظام واگذاری تیول را هم که در سلسلهٔ قبلی رواج یافته بود لغو کرد و سیستمی از نظام چاه-مزرعه برپا کرد که به مالیات‌گیری دقیق از رعایا و تأمین نیرو بهتر برای حکومت منجر می‌شد. به این ترتیب چین را یکپارچه کرد.
شی هوانگ در ابتدا کشور را به ۳۶ و سپس به ۴۶ استان تقسیم کرد.

## آرامگاه

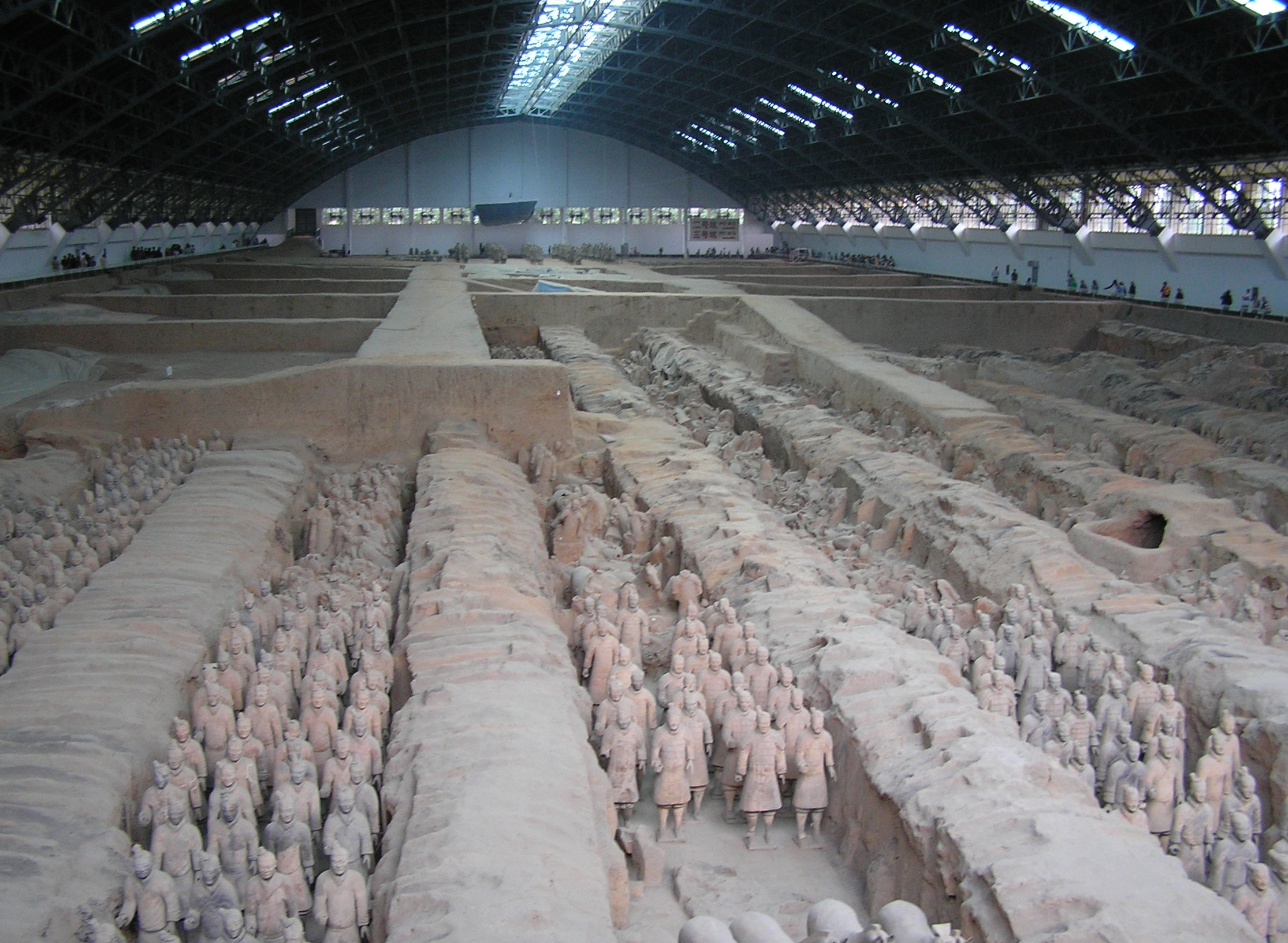
ارتش سفالین محافظین پادشاه مقبره شی هوانگ

مقبره چین شی هوانگ در ۳۰ کیلومتری شرق شهر شی‌آن به مساحت ۵۶ کیلومتر مربع قرار دارد. مقبره‌ای که ساخت آن بیش از ۳۷ سال و حتی پس از مرگ پادشاه به طول انجامید. گفته می‌شود وی پس از رسیدن به قدرت بلافاصله ساخت مقبره را آغاز کرد.

اما با وجود پیدا شدن ارتش سفالینِ محافظ پادشاه هنوز تابوت پادشاه کشف نشده است. بر طبق متون باستانی تابوت پادشاه به همراه مقادیر عظیمی از طلا و جواهرات درون مقبره‌ای قرار دارد که سقف آن سراسر با ستارگانی از جواهرات پوشیده شده است و اطراف تابوت ماکتی عظیم از نقشه چین طراحی و ساخته شده است؛ به این صورت که رودهایی از جنس جیوه در میان کوه‌ها جاری اند. در متون باستانی آمده است که کارگران زنده درون مقبره محبوس شدند تا کسی از جای مقبره مطلع نشود.
هنگامی که چین شی هوان درگذشت، برای مراقبت از او در دنیای پس از مرگ، او را با ۷۰۰۰ سرباز سفالی به خاک سپردند.